# Potentilla californica
Potentilla californica là loài thực vật có hoa trong họ Hoa hồng. Loài này được (Cham. & Schltdl.) Greene miêu tả khoa học đầu tiên năm 1887.

## Hình ảnh

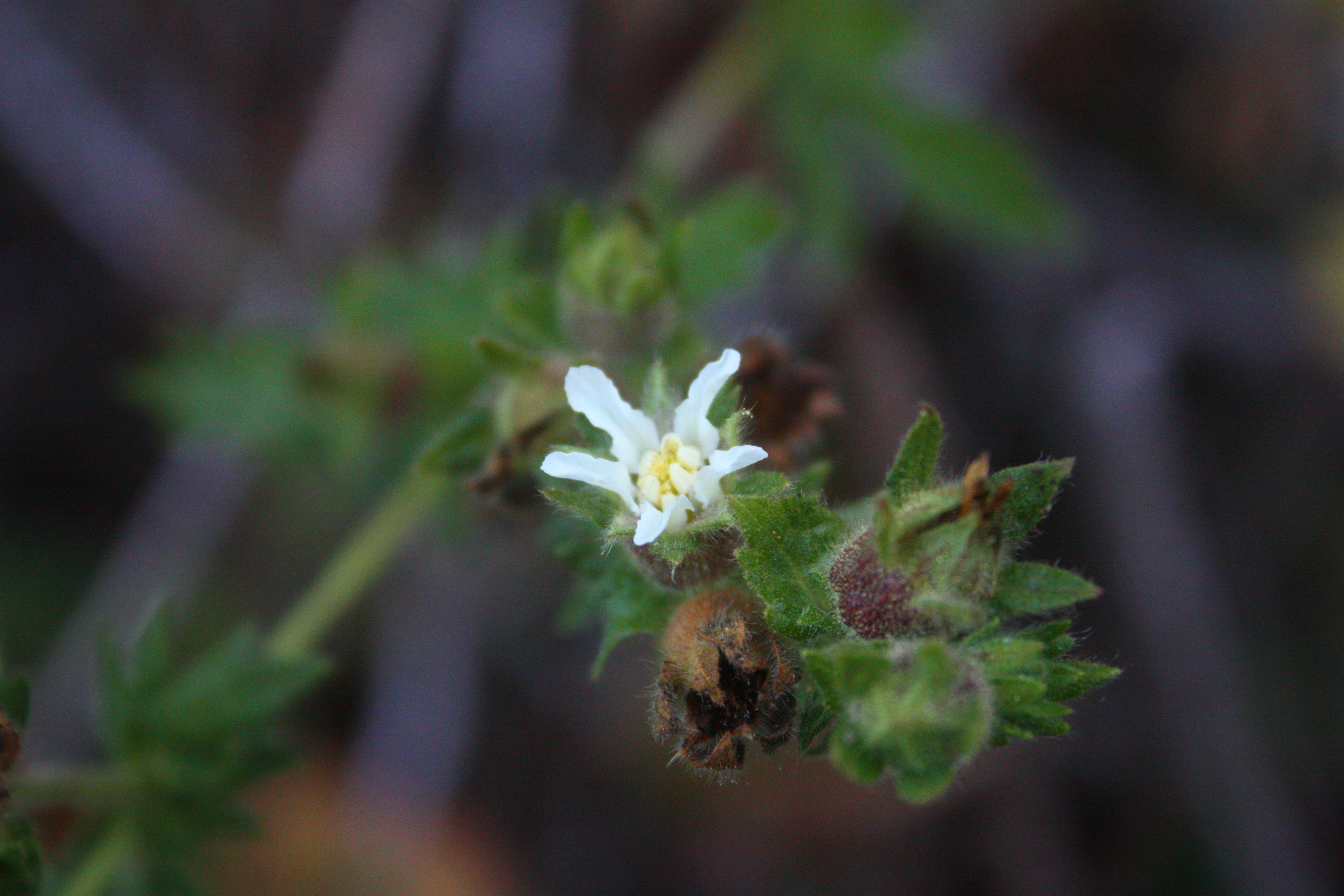